# El pinzell màgic
El pinzell màgic (xinès simplificat: 神笔马良, pinyin: Shén bǐ mǎliáng, literalment 'Ma Liang i el pinzell diví') és una pel·lícula de fantasia d'animació xinesa, dirigida per Frankie Chung (Zhixing Zhong). Va ser estrenada a la Xina el 25 de juliol de 2014, i el 2016 fou estrenada a Catalunya amb doblatge en català.
La pel·lícula és una adaptació del clàssic conte popular xinés Ma Liang i el pinzell màgic.

## Recepció

### Taquilla
La pel·lícula va recaptar 58,626 milions de iuans a la taquilla xinesa.